# Église Saint-Laurent de Puylaurent
L'église Saint-Laurent de Puylaurent est une église catholique romaine située à La Bastide-Puylaurent, en France.

## Localisation
L'église est située sur la commune de La Bastide-Puylaurent, dans le département français de la Lozère.

## Historique
L'édifice est inscrit au titre des monuments historiques en 1976.